# Ho Chi Minh Challenger 2003
L'Ho Chi Minh Challenger 2003 è stato un torneo di tennis facente parte della categoria ATP Challenger Series nell'ambito dell'ATP Challenger Series 2003. Il torneo si è giocato a Ho Chi Minh in Vietnam dal 10 al 16 marzo 2003 su campi in cemento.

## Vincitori

### Singolare
Amir Hadad ha battuto in finale  Jurij Ščukin con il punteggio di 6–4, 7–6(2)

### Doppio
Rik De Voest /  Wesley Moodie hanno battuto in finale  Rohan Bopanna /  Fred Hemmes con il punteggio di 6–3, 3–6, 6–3